# ローラント・ヴォールファルト
ローラント・ヴォールファルト（Roland Wohlfarth、1963年1月11日 - ）は、ドイツ（旧西ドイツ）の元サッカー選手。ポジションはFW（センターフォワード）。

## 略歴
FCバイエルン・ミュンヘンに9シーズン所属、8シーズン連続でリーグ戦2桁ゴールを記録、2度ブンデスリーガ得点王を獲得するなど、エースストライカーとして活躍。通算332試合に出場、156得点を記録。5回のブンデスリーガ制覇に貢献した。
1993-94シーズン、フランスのサンテティエンヌに移籍リーグ戦12得点を記録、1994-95シーズン、リーグ戦12試合で8ゴールと前年を上回るペースで得点を重ねていたが、シーズン途中にドイツへ帰国し、ボーフムに移籍、ボーフム退団以降はブンデスリーガ2部などでプレーした。ブンデスリーガ1部通算では287試合120得点、2部では93試合49得点を記録した。
ブンデスリーガ1部で得点王を2度獲得しながら、西ドイツ代表での出場は僅か2試合に留まった。

## 個人成績
| クラブ                       | シーズン | リーグ          | リーグ | リーグ |
| クラブ                       | シーズン | Division        | 出場   | 得点   |
| ---------------------------- | -------- | --------------- | ------ | ------ |
| デュースブルク               | 1981–82  | ブンデスリーガ  | 17     | 1      |
| デュースブルク               | 1982–83  | ブンデスリーガ2 | 19     | 8      |
| デュースブルク               | 1983-84  | ブンデスリーガ2 | 35     | 30     |
| デュースブルク               | 合計     | 合計            | 74     | 39     |
| バイエルン・ミュンヘン       | 1984-85  | ブンデスリーガ  | 32     | 12     |
| バイエルン・ミュンヘン       | 1985-86  | ブンデスリーガ  | 25     | 13     |
| バイエルン・ミュンヘン       | 1986-87  | ブンデスリーガ  | 27     | 11     |
| バイエルン・ミュンヘン       | 1987-88  | ブンデスリーガ  | 33     | 17     |
| バイエルン・ミュンヘン       | 1989-90  | ブンデスリーガ  | 24     | 13     |
| バイエルン・ミュンヘン       | [1990-91 | ブンデスリーガ  | 34     | 21     |
| バイエルン・ミュンヘン       | 1991-92  | ブンデスリーガ  | 29     | 17     |
| バイエルン・ミュンヘン       | 1992-93  | ブンデスリーガ  | 21     | 4      |
| バイエルン・ミュンヘン       | 合計     | 合計            | 254    | 120    |
| サンテティエンヌ             | 1993–94  | リーグ1         | 27     | 12     |
| サンテティエンヌ             | 1994     | リーグ1         | 12     | 8      |
| サンテティエンヌ             | 合計     | 合計            | 39     | 20     |
| ボーフム                     | 1995     | ブンデスリーガ  | 11     | 0      |
| ボーフム                     | 1995-96  | ブンデスリーガ2 | 24     | 7      |
| ボーフム                     | 1996-97  | ブンデスリーガ  | 5      | 0      |
| ボーフム                     | 合計     | 合計            | 41     | 8      |
| ロコモティヴェ・ライプツィヒ | 1997-98  | ブンデスリーガ2 | 15     | 4      |
| ロコモティヴェ・ライプツィヒ | 合計     | 合計            | 15     | 4      |

## タイトル

### チーム
バイエルン・ミュンヘン
- ブンデスリーガ : 1984–85, 1985–86, 1986–87, 1988–89, 1989–90
- DFBポカール : 1985-86
- DFBスーパーカップ : 1987, 1990

### 個人タイトル
- ブンデスリーガ得点王：1988–89, 1990–91
- ブンデスリーガ2部得点王 : 1983-84